# NUPR2
NUPR2 (англ. Nuclear protein 2, transcriptional regulator) – білок, який кодується однойменним геном, розташованим у людей на 7-й хромосомі. Довжина поліпептидного ланцюга білка становить 97 амінокислот, а молекулярна маса — 11 356.
| 10         |  | 20         |  | 30         |  | 40         |  | 50         |
| ---------- |  | ---------- |  | ---------- |  | ---------- |  | ---------- |
| MEAPAERALP |  | RLQALARPPP |  | PISYEEELYD |  | CLDYYYLRDF |  | PACGAGRSKG |
| RTRREQALRT |  | NWPAPGGHER |  | KVAQKLLNGQ |  | RKRRQRQLHP |  | KMRTRLT    |

A: Аланін

C: Цистеїн

D: Аспарагінова кислота

E: Глутамінова кислота

F: Фенілаланін

G: Гліцин

H: Гістидин

I: Ізолейцин

K: Лізин

L: Лейцин

M: Метіонін

N: Аспарагін

P: Пролін

Q: Глутамін

R: Аргінін

S: Серин

T: Треонін

V: Валін

W: Триптофан

Кодований геном білок за функцією належить до репресорів. 
Задіяний у таких біологічних процесах, як транскрипція, регуляція транскрипції, клітинний цикл. 
Локалізований у ядрі.